# تاریخ مختصر تئوری حقوقی در غرب
تاریخ مختصر تئوری حقوقی در غرب کتابی نوشته جان کلی درباره علم حقوق، تاریخ حقوق، و فلسفه حقوق در غرب است که با دیدی جامع و مختصر بدان پرداخته‌است.
این کتاب یکی از تاثیرگذارترین و مهم‌ترین کتابهای علم حقوق است و نه تنها در میان آثار ترجمه شده به فارسی جایگاهی ویژه دارد (ترجمه شده به دست محمد راسخ، استاد حقوق و پژوهشگر ایرانی)، بلکه در میان کتاب‌های گوناگون موجود در فلسفه حقوق و نظریه حقوقی به زبان‌های مختلف نیز از نظر روش‌شناسی خاص است.
از ویژگی‌های این کتاب می‌توان به مقدمهٔ نویسندهٔ آن اشاره کرد که دربارهٔ روش‌شناسی کتاب‌های تاریخ حقوق است. بیشتر کتاب‌های نظری حقوق از دو سنت معرف در فلسفه یعنی سنت انگلوساکسون و سنت قاره‌ای پیروی می‌کنند. در مقدمهٔ کتاب تاریخ مختصر تئوری حقوقی در غرب کتاب‌های نوشته شده در هر دو سنت معرفی شده و به طور خلاصه کمبودهای هر سنت توضیح داده شده‌است. سپس روش‌شناسی خود کتاب بیان شده‌است.
دیگر ویژگی این کتاب، جامع ولی مختصر بودن آن است. به همین دلیل کتاب به بیان تفکرات اصلی هر نظریه پرداخته‌است و از توضیح ایده‌های فرعی نظریه‌ها گذشته‌است.
کتاب تاریخ مختصر تئوری حقوقی در غرب شامل ۱۰ فصل، مقدمهٔ مترجم، مقدمهٔ نویسنده و یک دیباچه‌است. در مقدمهٔ مترجم و مقدمهٔ نویسنده این دو به چرایی و اهمیت تالیف یا ترجمه این کتاب پرداخته‌اند. دیباچه کتاب پس از مرگ جان کلی به دست رونان کین، دوست و هم دانشکده‌ای او، درباره شخصیت و زندگی کلی نوشته شده‌است.
فصل‌های کتاب عبارتند از: «یونانی‌ها»، «رومیان»، «اوایل قرون وسطی (تا ۱۱۰۰ میلادی)»، «اوج قرون وسطی (۱۱۰۰ ـ ۱۳۵۰ میلادی)»، «رنسانس و دوران اصلاح (۱۳۵۰ ـ ۱۶۰۰)»، «سده هفدهم»، «سده هجدهم»، «سده نوزدهم» و «نیمه نخست سده بیستم».
دو فصل آخر کتاب به نیمه اول و دوم قرن بیستم می‌پردازند که هم سرعت تحولات فکری بشر و هم سرعت وقوع رویدادهای تاریخیِ مهم و تاثیرگذار بالا بوده‌است.
ساختار کتاب براساس دوره‌های تاریخی است که اغلب در نوشته‌های تاریخ فلسفه به کار می‌رود. با این حال می‌توان فصل‌های کتاب را در دو گروه جای داد. گروهی از فصل‌ها براساس مفاهیم هستند (بیشتر شامل فصل‌های دوران قدیم‌تر) و گروهی از فصل‌ها بر پایهٔ مکتب‌ها، ایدئولوژی‌ها و اندیشه‌ها هستند (دوره‌های معاصر). همچنین نویسنده هر کجا که  لازم دیده‌است نقدهای موجود را نیز بیان می‌کند.
محمد راسخ در مقدمهٔ مترجم می‌نویسد: «در این کتاب می‌توانیم نشانه‌های تلاش دایم نویسندگان حقوقی را برای یافتن چارچوب در توضیح نقش حقوق در زندگی و فعالیت‌های انسانی ببنیم؛ حال چه در بحث تئوری حقوق طبیعی, چه از بحث هنجارهای بنیادین کلسن و چه هر مطلب دیگری. همچنین می‌توانیم درگیری دایمی ذهن غربی را با مسائل هنوز حل نشده، مشاهده کنیم.  دلیل موجه برای مجازات جرم چیست؟ آیا حقوق باید با مسائل اخلاقی شخصی هم سر و کار داشته باشد؟ آیا می‌توان ثابت کرد که حقوق با مسائل اخلاقی شخصی هم سر و کار داشته باشد؟ … برای روشن ساختن این موضوعات نویسنده تنها به اطلاعات خود از معرفت حقوقی در طی قرون اتکا نکرده بلکه از آشنایی… خود با نوشته‌های دنیای کلاسیک و زمان‌های بعدی نیز بهره جسته‌است.»